# Colatooeciidae
Colatooeciidae zijn een familie van mosdiertjes uit de orde Cheilostomatida en de klasse van de Gymnolaemata. 

## Geslachten
- Cigclisula  Canu & Bassler, 1927
- Colatooecia  Winston, 2005
- Trematooecia  Osburn, 1940